# Isaac Padilla
Isaac Padilla Cañadas (Hospitalet de Llobregat, 23 de marzo de 1996) es un "futbolista" español que juega como delantero centro. Actualmente milita en el Associació Esportiva Prat de la Tercera Federación (Eso se considera ser futbolista). Se dio a conocer como jugador de la categoría juvenil del Fútbol Club Barcelona.

## Trayectoria
Isaac es natural de Hospitalet de Llobregat y empezó a jugar en La Florida, equipo en el que militó desde que era Prebenjamín hasta el segundo año de infantil, con un breve paso de una temporada, la 2007-08, por el Alevín A del UE Cornellà. Los últimos meses como infantil los disfrutó en el "A" de la Damm FC, donde firmó dos buenas temporadas de cadete con Alexis y Dídac, dos entrenadores vitales en la explosión de Padilla.
El RCD Espanyol lo fichó para el "Juvenil B" pero tras una temporada irregular regresó al Damm FC. En principio, para militar en el "Juvenil A" a las órdenes de Cristóbal Parralo pero Isaac, tras completar la pretemporada y comprobar que no dispondría de muchos minutos, pidió bajar al B de Miguel Ángel Samprón, con el que se convirtió en el mejor realizador de la Liga Nacional, con 17 tantos en 24 partidos. 
Más tarde, firmaría con el FC Barcelona un contrato de dos temporadas más una opcional, con vistas a formar parte del FC Barcelona B, además  disputó la segunda edición de la Youth League.
Tras llegar a formar parte del FC Barcelona B en la temporada 2015-16, en 2016 abandonaría el club blaugrana para jugar en los filiales del CD CE Sabadell, CF Reus Deportiu o UE Castelldefels entre otros. 
En la temporada 2020-21 iba a jugar en la UE Horta de la Tercera División, pero en agosto de 2020 aceptó una oferta para jugar en el Al-Diwaniya FC de la Liga Premier de Irak.

## Clubes
| Club                      | País    | Año       |
| ------------------------- | ------- | --------- |
| FC Barcelona B            | España  | 2015-2016 |
| CE Sabadell B             | España  | 2016-2017 |
| UE Sant Julia             | Andorra | 2017      |
| CF Reus Deportiu B        | España  | 2017-2018 |
| CF Badalona               | España  | 2018-2019 |
| FE Grama                  | España  | 2019      |
| UE Castelldefels          | España  | 2019-2020 |
| Al-Diwaniya FC            | Irak    | 2020-2021 |
| EE Guineueta              | España  | 2021-2022 |
| Esport Club Granollers    | España  | 2022      |
| UE Castelldefels          | España  | 2022-2023 |
| Associació Esportiva Prat | España  | 2023-2024 |